# Contea di Perry (Missouri)
La contea di Perry in inglese Perry County è una contea dello Stato del Missouri, negli Stati Uniti. La popolazione al censimento del 2000 era di 18 132 abitanti. Il capoluogo di contea è Perryville